# Histoire de Nestlé
Cet article présente les faits saillants de l'histoire de la compagnie Nestlé, une multinationale suisse, la plus grande société agroalimentaire au monde. Nestlé produit un large éventail de produits alimentaires et de boissons, aussi bien pour les humains que pour les animaux de compagnie.
Nestlé a été fondée en 1866 par le pharmacien suisse d'origine allemande Henri Nestlé, qui a conçu une farine lactée destinée à nourrir les nouveau-nés que les mères ne peuvent allaiter.
Le chocolat, les confiseries, les eaux, les boissons instantanées, les produits laitiers frais sont venus compléter les activités de Nestlé au fur et à mesure de sa croissance, en Suisse comme à l’étranger.
L’entreprise se veut comme un des principaux innovateurs en la matière en Europe (avec notamment le café soluble Nescafé, les plats lyophilisés Bolino, les surgelés…).

## Les débuts (1866-1904)

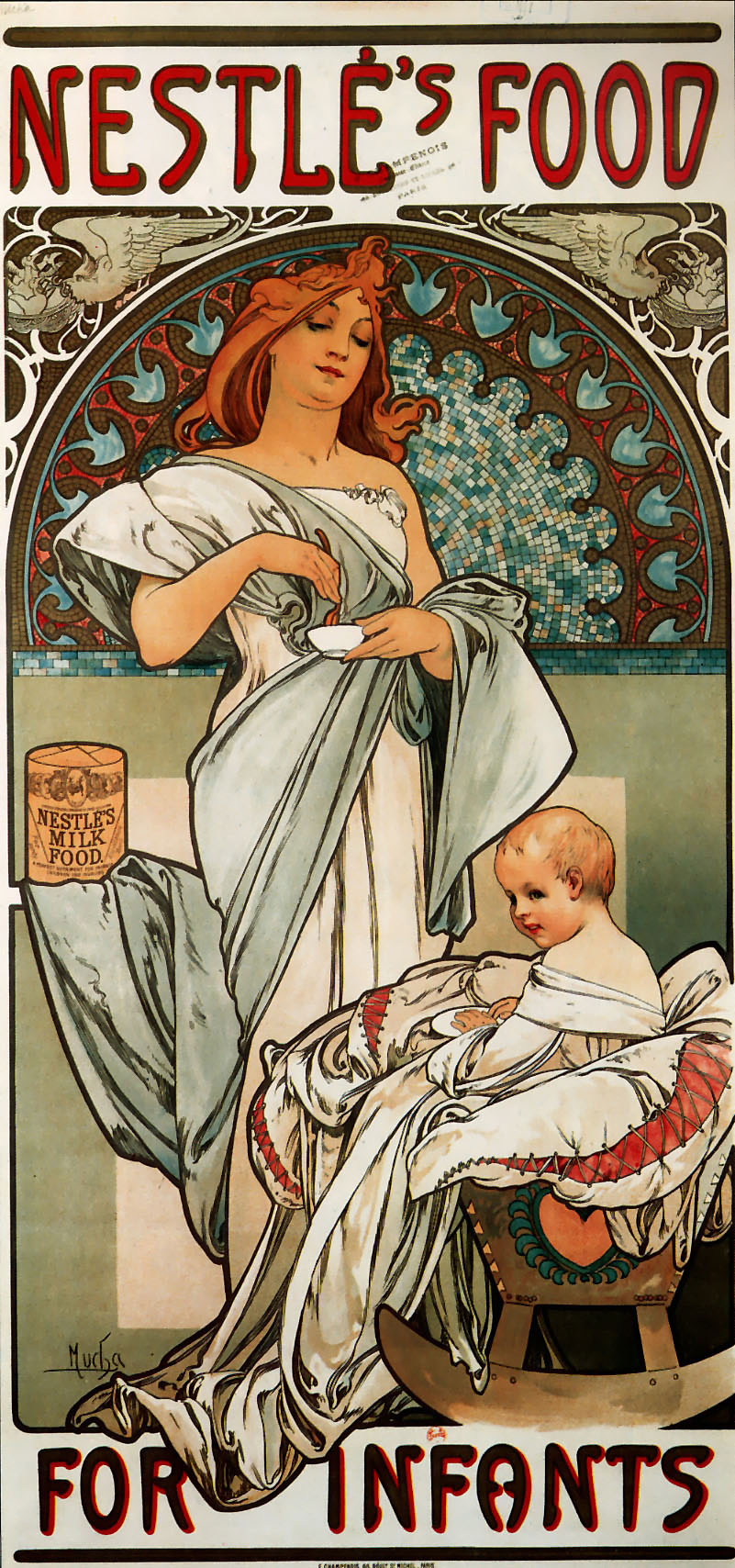
Affiche publicitaire réalisée par Alfons Mucha en 1897 faisant la promotion des aliments pour enfants Nestlé

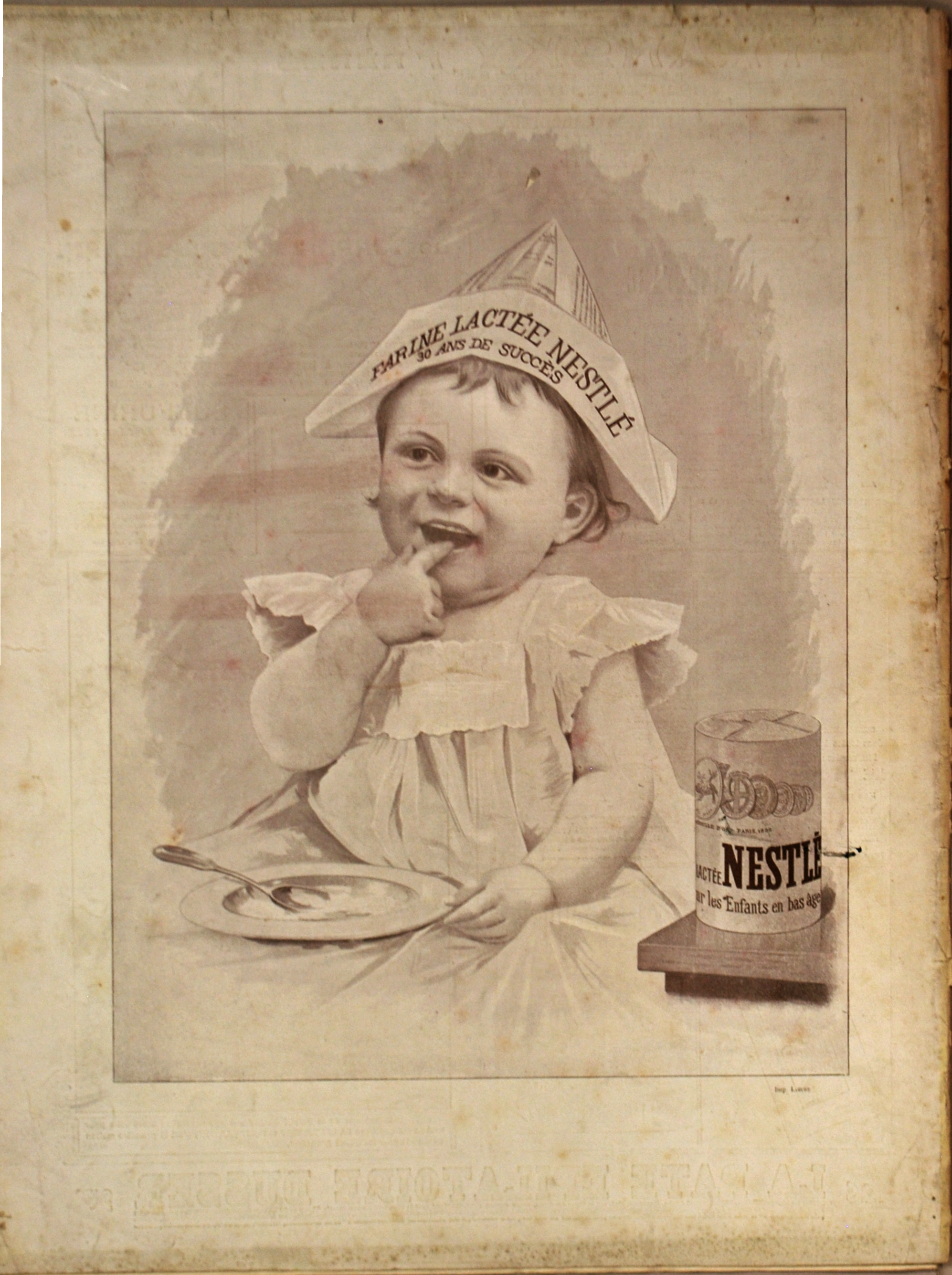
Publicité pour farine lactée, Paris-Noël, 1900.

En 1866, le pharmacien Henri Nestlé met au point une farine lactée sur le modèle du lait artificiel conçu par Justus von Liebig en 1865 et la commercialise avec succès en 1867. Ce lait en poudre est considéré comme un complément pour répondre aux besoins nutritionnels des nouveau-nés, en plus du lait maternel. L'efficacité de son produit ayant été montrée dans l'alimentation des jeunes enfants, il ne restait à son inventeur qu'à le commercialiser sur une grande échelle.
En 1868, le produit est donc vendu en Suisse (à Vevey et à Lausanne) mais également en Allemagne à Francfort-sur-le-Main. Les sollicitations dont Henri Nestlé était l'objet l'obligèrent bientôt à s'occuper d'autres marchés. Il organisa la vente en France, prit un agent à Paris et confia à son frère Georges, attaché au Crédit lyonnais à Lyon, un dépôt. La renommée de la farine lactée franchit alors l'Atlantique et à la fin de 1868, il fut amené par une offre à créer une agence à Londres. À la fin de 1869 la capacité de production de la farine lactée avait déjà atteint 500 kg par jour. 
À peine son affaire avait-elle pris de l'envergure que la guerre franco-allemande éclatait en 1870. Le conflit provoqua un arrêt brusque dans le développement des ventes, d'autant plus que les chemins de fer allemands refusaient le transit des marchandises à destination de la Belgique et des Pays-Bas. À la fin de la guerre, les conséquences du conflit n'étaient pas favorables au développement de la nouvelle entreprise. L'augmentation du prix du lait, du sucre, des céréales, la pénurie de fer-blanc et la majoration des coûts de transports et des tarifs douaniers avaient contraint Henri Nestlé à appliquer une hausse de 40 % sur le prix des boîtes. Quoi qu'il en soit, le commerce allait finir par renaître si bien qu'en 1871, les expéditions journalières étaient de 800 à 1000 boîtes et l'entreprise comptait alors une trentaine d'ouvriers.
Peu après les hostilités, Henri Nestlé agrandit sa fabrique et la production de farine lactée doubla de juillet 1871 à juillet 1873. La farine lactée se vendait alors en 1873 en Allemagne, en Amérique, en Angleterre, en Argentine, en Australie, en Autriche, en Belgique, en Espagne, en France, en Hollande, aux Indes néerlandaises, en Italie, au Mexique, en Russie, en Scandinavie, en Serbie et bien sûr en Suisse. Avec une production de 500 000 boîtes de farine lactée par an, les proportions prises par l'entreprise forcèrent Henri Nestlé à se mettre à la recherche d'un acquéreur en 1874. C'est ainsi que l'entreprise fut vendue en 1875 à une société veveysanne pour 1 million de francs.
La nouvelle société fut constituée le 8 mars 1875 sous la raison sociale « Farine Lactée Henri Nestlé », ayant comme administrateur Jules Monnerat (Syndic de Vevey, ancien député), Pierre-Samuel Roussy (meunier et fournisseur d'Henri Nestlé jusque-là) et Gustave Marquis (propriétaire au Châtelard sur Montreux). La société devint alors une société anonyme au capital de 200 actions de 5 000 francs chacune. Henri Nestlé ne conserva aucun intérêt de propriétaire dans la nouvelle société dont il ne fut jamais actionnaire. Émile-Louis Roussy, fils de Pierre-Samuel Roussy (dont l'autre fils est Gustave Roussy) et neveu par alliance de Jules Monnerat, deviendra par la suite administrateur de la société et en présidera alors le Conseil D'administration entre 1905 et 1921. 
La fabrication ne correspondant plus aux besoins, les nouveaux dirigeants achetèrent des machines, firent construire des hangars, agrandir les ateliers et ne négligèrent rien pour maintenir sur le marché un produit de qualité. La fabrication fut portée à plus de 4 000 boîtes de farine lactée par jour. Cependant, au début de 1878, l'Anglo-Swiss Condensed Milk Co., entreprise spécialisée dans les laits en boîte et ayant son siège en Suisse centrale, lança sa propre farine lactée. La société de Vevey ayant pressenti que cette entreprise pouvait devenir un concurrent sérieux répondit, la même année, en fabriquant elle aussi du lait condensé. Les ventes de ce nouveau produit profitèrent largement de la réputation de la farine lactée et les demandes se firent croissantes si bien qu'il fallut abandonner l'idée que le ravitaillement des marchés de Nestlé ne se fassent que du seul centre de fabrication de Vevey. Aussi, en mars 1880, la société de Vevey acquiert un moulin à Bercher dans le canton de Vaud pour le transformer en fabrique de lait condensé puis, en 1890 ajoute la fabrique de Payerne à ses installations. Toutefois, plus les années passaient, plus la concurrence avec la société Anglo-Swiss Condensed Milk Co. prenait une tournure aiguë.
Les difficultés de ravitaillement en lait frais ainsi que l'aggravation du prix de revient consécutive aux droits de douane sur le sucre et le fer-blanc amenèrent bientôt l'entreprise à constater que, dans certains pays, elle ne pouvait plus faire face à la concurrence et qu'il était donc nécessaire de changer de politique et décida de s'installer industriellement à l'étranger. Ce fut chose faite en 1898 où Nestlé s'implanta en Norvège en faisant l'acquisition de la Norwegian Milk Condensing Co. à Kap puis aux États-Unis dans l'État de New York à Fulton en 1900, en Grande-Bretagne à Tutbury en 1901, en Allemagne à Hegge en 1903, et en Espagne à Penilla en 1905. Pendant ce temps, Nestlé avait également fait l'acquisition d'une quatrième fabrique en Suisse, à Neuenegg dans le canton de Berne. En 1905, Nestlé comptait donc 9 centres de productions, 4 en Suisse, 1 en Norvège, 1 en Amérique, 1 en Grande-Bretagne, 1 en Allemagne et 1 en Espagne.

## Première fusion et entrée dans l'industrie du chocolat (1906-1913)

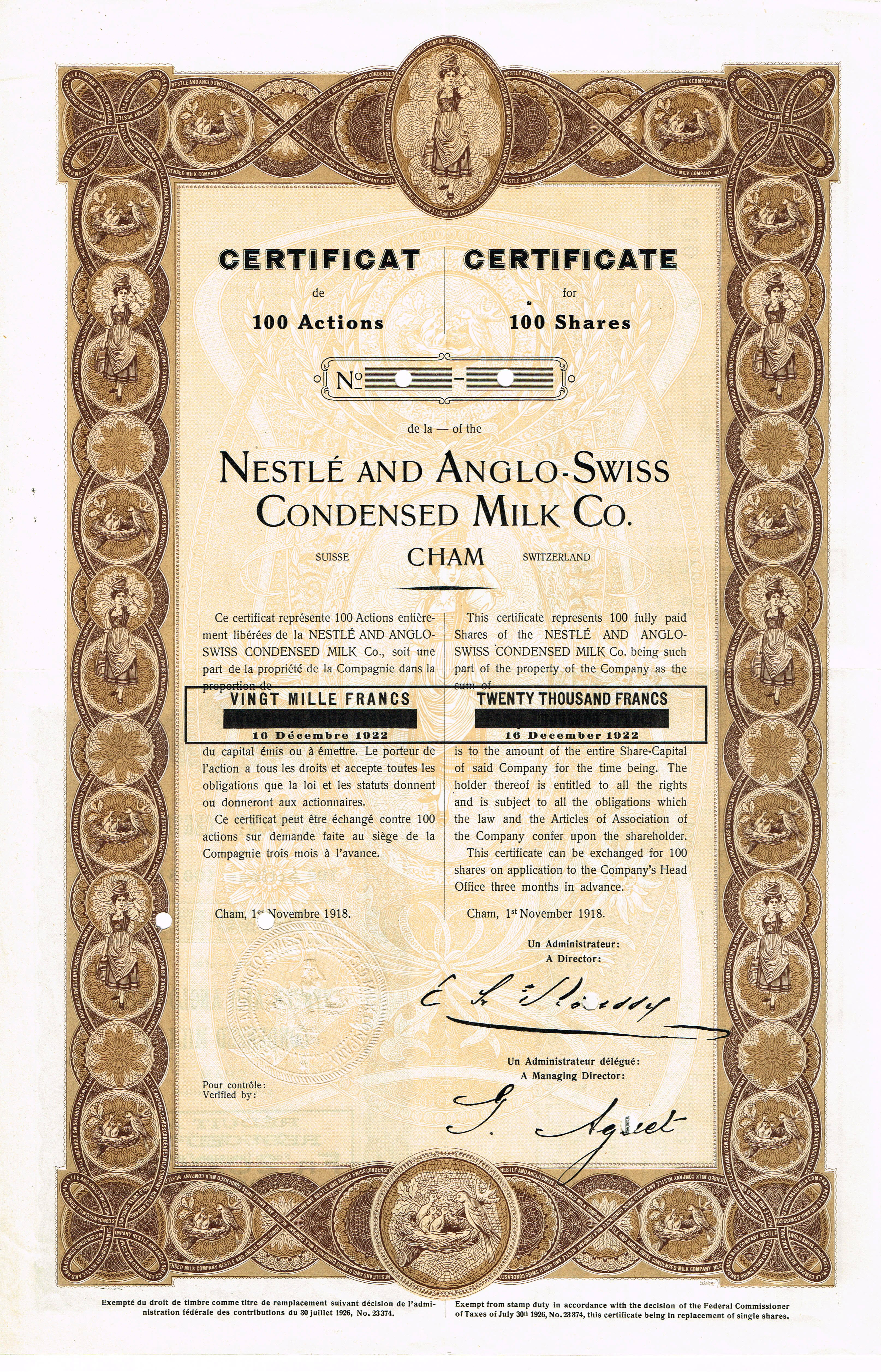
Certificat de 100 actions « Nestlé and Anglo-Swiss Condensed Milk Co. » (1918).

C'est en 1905 qu'intervient la première fusion de Nestlé avec l'Anglo-Swiss Condensed Milk Co.. Celle-ci est l'œuvre de deux banquiers : Wilhelm Caspar Escher, directeur général du Crédit Suisse à Zurich ainsi qu'administrateur de l'Anglo-Swiss Condensed Milk Co. et Benjamin Rossier, originaire de Vevey et administrateur de la Banque suisse et française à Paris. C'est en effet cet arbitrage qui va entraîner la création de la Nestlé and Anglo-Swiss Condensed Milk Co. Pour des raisons de convenance et d'opportunités, la fusion s'opère sous la forme d'une absorption de la société Nestlé par l'Anglo-Swiss Condensed Milk Co.. Les deux sociétés apportent chacune 9 entreprises à la nouvelle entité. Ces 18 centres de production vont faire faire bénéficier la nouvelle société anonyme d'une répartition géographique favorable et déterminante pour l'avenir. L'objet et les modalités de la fusion reçoivent la consécration des assemblées générales des deux sociétés les 3 et 15 avril 1905. L'activité de la nouvelle société sera facilitée par l'émission de 50 000 actions nouvelles de 400 francs. Signe de l'égalité parfaite dans laquelle s'était opérée la fusion, la nouvelle compagnie avait deux sièges sociaux, l'un à Cham, l'autre à Vevey. Le premier conseil d'administration fut formé de dix membres, cinq proposés par la société alémanique et cinq par l'entreprise romande et la direction générale était assurée par quatre personnes. Le capital social de 40 millions de francs traduisait clairement l'importance économique de l'affaire. Toutefois il allait falloir près de 20 ans pour que se réalise graduellement une fusion complète et que se crée une société à direction véritablement centralisée.
À la suite de cette fusion, l'année 1905 avait principalement été consacrée à des ajustements et des réorganisations. Dès 1906, les ventes s'étaient développées dans des proportions qui réjouissaient les actionnaires. Le bénéfice net s'était situé au-dessus de 7,5 millions de francs. Cependant, les établissements industriels situés à l'étranger pouvant produire à meilleur compte, notamment aux prix moins élevés de la matière première et au niveau plus bas des salaires et des frais de transport, la fabrique suisse d'Egnach fut fermée en 1906.
En 1907, Nestlé se tourna vers l'Australie, second des marchés vers lesquels la Société exportait ses produits. L'implantation industrielle eut lieu par l'achat de la plus importante entreprise de lait condensé de la région, la Cressbrook Dairy Co. de Brisbane qui possédait alors deux centres de production, un à Toogoolawah et l'autre à Wilson Park. Comme la Nestlé and Anglo-Swiss vendait annuellement dans ce pays 200 000 caisses de lait condensé et que la production des deux fabriques australiennes n'atteignait pas ce volume, la décision fut prise en 1910 de construire un établissement industriel à Dennington dans l'État de Victoria. En 1912, la forte production de cette fabrique permit de vendre l'usine de Wilson Park. L'installation d'un bureau à Sydney vint compléter l'affaire australienne qui constituait ainsi la première implantation dans un pays peu industrialisé.
L'apparition sur les marchés concurrents du lait condensé sucré écrémé qui était meilleur marché, contraignit bientôt la Nestlé and Anglo-Swiss à modifier contre son gré sa position fondamentale, axée jusque-là avant tout sur les laits concentrés entiers. La concurrence l'obligeant à soutenir la lutte sur ce nouveau terrain, Nestlé renforça son implantation aux Pays-Bas et au Danemark, pays qui s'étaient acquis depuis longtemps une situation privilégiée dans la fabrication de beurre et du lait concentré. De même, sous l'impulsion de demandes croissantes, le développement des affaires se poursuivit en Angleterre, en Norvège et en Suisse où l'on fit ouvrir de nouvelles fabriques dès 1912. 
Parallèlement à son expansion, l'entreprise perfectionna son organisation de vente en accumulant l'abandon progressif du système des agents en faveur de celui des succursales. Cette réforme valut d'emblée une place prépondérante sur le marché asiatique où à partir du dépôt principal de Singapour furent ouverts de nombreux autres dépôts, notamment à Hong Kong, Calcutta, Madras, Bombay, Colombo et au Japon en 1913.

## Nestlé durant la première guerre mondiale (1914-1918)
Au début du conflit, la mobilisation désorganisa les services car la plupart des fabriques Nestlé étaient situées en Europe. Toutefois la fabrication ne fut arrêtée nulle part durant les premiers mois de la guerre. En effet, en raison de l'importance des divers secteurs de sa production et en vertu du caractère même de ses produits (aliments indispensables), Nestlé put poursuivre ses activités dans presque tous les pays. Comme les hostilités avaient créé d'énormes besoins en produits laitiers, il s'agissait dès lors moins d'étendre les débouchés que de satisfaire les exigences croissantes de la clientèle autrement dit les commandes gouvernementales. Dans cette optique, l'entreprise renforça sa politique de décentralisation en créant de nouvelles sociétés nationales de fabrication et de vente notamment en Norvège et en Autriche. En 1916, sous l'effet de la guerre, le cinquantenaire de la société passa sous silence. Plus la guerre prenait de l'ampleur plus le lait frais faisait défaut. Certaines usines cessèrent donc leur activité et les autres cédèrent pour l'approvisionnement des villes la presque totalité du lait qu'elle recevaient. Toutefois la compagnie réussit à trouver ailleurs d'autres sources d'approvisionnement, entre autres en Norvège.
À cette époque, Nestlé comptait déjà une douzaine de sociétés vendant ou fabriquant des articles Nestlé. Dans cet ordre d'idée, Nestlé participa en France à la constitution d'une société anonyme disposant du droit de fabriquer et de vendre dans ce pays les produits Nestlé. C'est ainsi que débuta en 1916 l'activité industrielle de Nestlé à Cherbourg. Cette même année, le capital de Nestlé and Anglo-Swiss fut porté de 40 à 60 millions de francs par l'émission de 50 000 actions de 400 francs.
Devant la diminution de ses exportations de Suisse et l'accroissement de la demande sur le plan international, Nestlé décida de racheter du lait condensé à des sociétés existantes ainsi que de reprendre certaines fabriques et d'en améliorer le rendement. Les achats de lait commencèrent en Amérique dès 1915 et s'amplifièrent jusqu'en 1917. Les achats atteignirent de telles proportions que le Conseil décida d'envoyer une délégation en Amérique pour y traiter l'achat de fabriques. La même politique fut appliquée en Australie. L'acquisition de ces fabriques permit en 1918 de doubler la capacité mondiale de production par rapport à 1914. De telles transactions à un moment aussi particulier de l'instabilité économique dans le monde, posaient des problèmes de financements. Nestlé dut ainsi se faire ouvrir de nouveaux crédits auprès des banques pour un montant de 30 millions de francs.

## De la crise commerciale à la deuxième fusion (1919-1929)

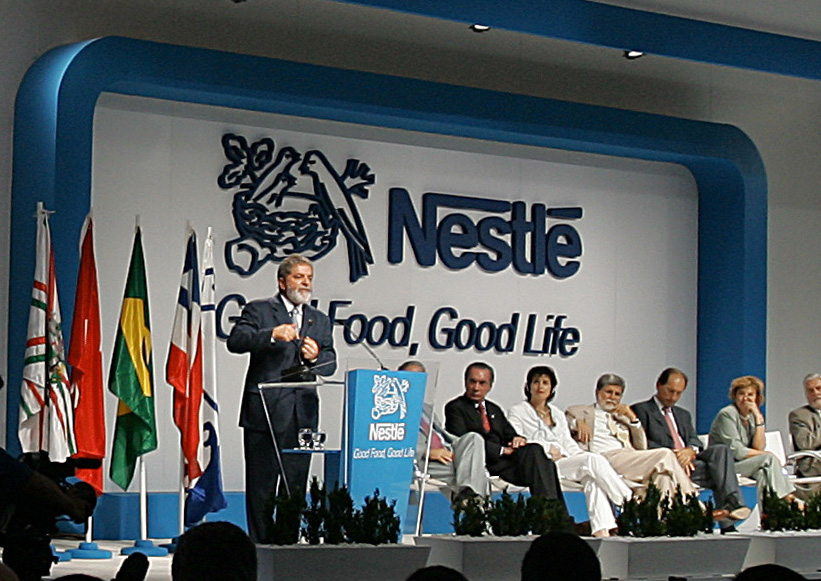
Le président brésilien, Lula da Silva, inaugurant une entreprise à Feira de Santana, février 2007.

La fin des hostilités provoqua un arrêt subit des affaires traitées avec les gouvernements et il fallut procéder à de rapides réadaptations pour ravitailler les populations civiles affectées par la guerre. Le capital-actions de Nestlé and Anglo-Swiss fut doublé et passa à 160 millions par l'émission de 200 000 actions de 400 francs. En 1920, l'entreprise décida de s'implanter en Amérique du Sud. Le choix se porta sur la région d'Araras au Brésil. Le centre de production érigé constitua le premier maillon d'une chaîne de fabriques de produits Nestlé qui au cours des années, furent installées dans cette partie du monde. Il faut savoir qu'à cette époque l'implantation dans un pays en voie de développement représentait un investissement élevé par la mise sur pied d'une fabrique adaptée à une contrée où l'industrie locale n'est pas équipée pour fournir les installations indispensables et où les habitants n'ont aucune expérience. Toutefois, fort de son expérience en Australie, Nestlé l'entreprit avec ténacité et avec succès.
Dans cet engouement d'après guerre, l'entreprise entreprit en 1920 l'acquisition de 11 entreprises australiennes ainsi que de 11 autres aux États-Unis. L'organisation comptait alors dans le monde 80 fabriques et plus de 300 dépôts, maisons de ventes ou agences. Une telle rapidité d'extension ne tarda pas à avoir des conséquences sur la stabilité de l'entreprise et en 1921 des signes d'épuisement apparurent. Le titre d'une valeur nominale de 400 francs passa de 1 020 francs en janvier 1920 à 550 francs en juillet 1921 et il s'abaissa d'ailleurs à 225 francs en décembre et à 145 francs au début de 1922. Cette même année, la perte atteignit près de 100 millions de francs suisses et le chiffre d'affaires avait baissé de 20 % par rapport à 1921. Le déséquilibre des changes, la baisse des prix et la crise commerciale en étaient les trois causes principales. Sous l'effet de la crise, des dispositions d'urgences furent alors prises sur tous les plans. Des fabriques durent fermer en Suisse, en Norvège, et Australie et en Amérique. À cela s'ajouta une réorganisation de la direction générale, une réduction de l'administration et une diminution des stocks. Toutefois, ces mesures de restructuration n'eurent pas d'effet décisif sur le redressement de la société et le conseil d'administration dut alors, sous la recommandation des milieux bancaires britanniques, recourir à un expert en finance, Louis Dapples. Celui-ci prit alors les rênes de la société et entreprit une réduction du volume de l'affaire américaine qui représentait une des plus grandes problématiques en raison des productions pléthoriques des 48 fabriques durant les années de guerre. La reconstitution de fonds de réserve nécessaires au remboursement des avances bancaires permit à l'entreprise de s'acquitter en 1925 de ses dettes et de reprendre confiance en elle. Des corrections complémentaires furent également apportées en matière administrative où l'on constitua une nouvelle direction générale qui fut regroupée à Vevey. 
La crise ayant été affrontée avec succès, la nouvelle équipe de directeurs centraux s'orienta vers une politique nouvelle : adjoindre aux principaux articles classiques (lait condensé, farine lactée, lait en poudre, chocolats) d'autres spécialités destinées aux mêmes consommateurs. C'est ainsi qu'en 1927, Nestlé s'assura au Danemark la vente de beurre et que la vente de fromage en boîtes lui fut confiée dans la plupart des pays par l'intermédiaire de la société suisse Gerber & Co. A.G., Thoune. Parallèlement, comme l'activité du chocolat prenait de l'ampleur, Louis Dapples, devenu président du conseil d'administration entretemps, se décida à examiner si une base d'entente profitable pouvait être envisagée avec les dirigeants de Peter, Cailler, Kohler, Chocolats Suisses S.A.. Ceux-ci firent alors savoir qu'une fusion complète aurait leur approbation si elle pouvait être réalisée dans des conditions acceptables pour eux. La fusion fut acceptée en 1928 et se réalisa le 1er janvier 1929.

## Période moderne (depuis 1930)
Le 1er avril 1938, Nestlé commence la commercialisation du café instantané par adjonction d'hydrates de carbone. Il sera lyophilisé en 1966.
En 1947 le groupe « Alimentana S.A. » (Maggi) est fusionné avec dans la société « Nestlé-Alimentana S.A. »
En 1970, CIWLT et le groupe Nestlé créent l'entreprise de restauration « Eurest ». En 1984, Nestlé cèdera sa participation de 50%.
Le 16 mars 2007, le général Pervez Musharraf, président du Pakistan, et Peter Brabeck-Letmathe, président et administrateur délégué de Nestlé, ont inauguré à Kabirwala (Pakistan) une usine de transformation laitière ultramoderne. L'usine, qui constitue le plus grand centre de collecte de lait de Nestlé dans le monde, présente une capacité de transformation de 2 millions de litres de lait par jour, chiffre qui devrait augmenter à plus de 3 millions de litres ces prochaines années.